# 王景仁
王景仁（9世纪—914年），本名王茂章（改名于906年？），中国五代十国时期后梁大将。初为唐朝末年吴王杨行密将，后与杨行密之子和继承人杨渥有争执，被迫逃奔吴越王钱镠，后梁太祖皇帝朱全忠欣赏他的能力，作为后梁封臣的钱镠又将他送到后梁，太祖用他为将。但在随后对吴国和梁北面敌国晋国的战事中，他并不成功。

## 效力杨行密
王茂章是合肥人，生年不详。年轻时随杨行密征战并夺取淮南，常侍杨行密左右为亲校。他身材魁梧，在战场上骁勇，善用槊，却没有威仪，作战身先士卒，为杨行密所壮。累官都指挥使。

### 援助王师范
天复三年（903年），平卢节度使王师范为杨行密大敌宣武军节度使朱全忠所攻，求援于杨行密。四月，杨行密派王茂章率七千人赴援。五月，王茂章先会合王师范弟王师诲，以二万兵克密州，斩刺史刘康乂，以淮海都游奕使张训为刺史。同时，朱全忠侄朱友宁率宣武军攻平卢军部青州。六月，王师范派登州和莱州的军队设两个寨栅防御。朱友宁夜攻登州栅，登州栅告急，王师范催促王茂章出战，王茂章按兵不动。朱友宁破登州栅，进攻莱州栅，但如王茂章所料，天亮之际他的士兵已经疲惫，王茂章与王师范反攻，败宣武军，杀朱友宁，传首淮南。王茂章与王师范追杀至米河，俘斩万计，魏博军覆灭。
闻朱友宁死，朱全忠亲自率军二十万前往平卢前线，大约一月后，起初打败王师范军。但随后遭遇王茂章时，王茂章却与他僵持，闭垒不出示弱，多次等宣武军士气稍懈就毁栅突袭，甚至在战斗中饮宴，饮宴完再战，更一度取胜，其胆略令登高望见的朱全忠动容，朱全忠问青州投降者，得知是王茂章，称如果得此人为将，可以平定天下。但王茂章自认为不能击败数量占优的宣武军，遂撤回淮南，宣武军追急，王茂章遣裨将先锋指挥使李虔裕对敌，解鞍睡觉，要和李虔裕一起对敌。李虔裕说要以死抗敌，再三请求，王茂章才离去，朱全忠派曹州刺史杨师厚追杀到辅唐县，杀千人，斩数百级，李虔裕战死，却保证王茂章全军撤回淮南。张训闻王茂章撤，也撤军。朱全忠迫使王师范归降。

### 讨伐安仁义和田頵
八月，杨行密下属宁国军节度使田頵和润州团练使安仁义反叛。杨行密派王茂章为润州行营招讨使攻打安仁义，但王茂章围润州却未能攻克，且因安仁义善射，不敢与战。杨行密遣右衙指挥使徐温率兵与王茂章会合，徐温将军队衣服旗帜改换如王茂章军，安仁义不知，又增兵出战，被徐温奋击大破。杨行密召回王茂章，派他会合涟水制置使臺濛攻宁国军军部宣州。十月，台濛在广德迎战田頵并击败之，迫其撤回宣州，杨行密又派王茂章回润州攻安仁义。
然而安仁义勇敢有决断得军心，润州被王茂章攻打一年有余仍未克。杨行密因而劝其复归，无果。天祐二年（905年）正月，王茂章趁安仁义懈怠，挖地道入城。安仁义登楼，淮南军不敢进逼。当时淮南诸将只有李德诚在围城时不骂安仁义，安仁义向李德诚投降，被诛。王茂章被任为润州团练使，后又加检校司徒。之前，他还曾守舒州刺史。

## 逃奔钱镠
杨行密曾登城，看见王茂章的营寨府第，说：“天下未定，而茂章居寝烦恼，他肯为我忘身吗？”
九月，杨行密病重，召长子宣歙观察使杨渥，意在交权，派王茂章为宣州都团练观察处置等使（宣歙观察使）以代杨渥。杨渥将要离开宣州，想带走帐幕和亲兵（一说继位后欲索求宣州旧物），王茂章谩骂而不肯，杨渥怒。十一月，杨行密薨，临死前对杨渥说：“左衙都将张颢、王茂章、李遇都是怙乱之徒，我不能为我儿除之了。”杨渥继位，因怀恨且忌惮王茂章勇悍，十二月，派马步都指挥使李简等攻王茂章。三年（906年）正月，李简兵临宣州，王茂章自认为守不住，率心腹百人奔镇海和镇东节度使钱镠。帐下刁彦能使家人扶其母在路上等候，抱着母亲泣告王茂章说不能舍弃老母，不能跟随王茂章出奔，请死，王茂章怜悯而准他留在宣州。当时淮南招讨使陶雅刚攻占睦州，怕被王茂章断归路，率兵回歙州，钱镠复夺睦州。钱镠辟王茂章为两府行军司马，任为镇东节度副使。为避太祖曾祖父朱茂琳讳，钱镠为王茂章改名王景仁。钱镠又表他遥领宁国军节度使（实际在杨渥治下）。十二月，奏授金紫光禄大夫、检校太保、兼御史大夫，赞为“淮南第一都将”。
因田頵、王茂章和后来的宣州团练使李遇相继叛乱，后来的宣州长官不敢完善城墙，器械也不完备，直到南唐保大十四年（956年）柴克宏任宣州巡检使才将城防修缮完备。

## 为后梁将

### 太祖年间
朱全忠迫使唐哀帝禅位，代唐建立后梁，为太祖皇帝。任王景仁为检校太傅、同平章事，又因素闻其名，想召他来。钱镠时为后梁封臣、吴越王，也想王景仁说服太祖攻打杨渥的弟弟和继承人杨隆演治下的弘农（即淮南）。开平二年（908年）八月，钱镠派王景仁奉表前去大梁陈说取淮南之策。王景仁途经抚州刺史危全讽地界，听闻危全讽正要起兵对抗杨隆演，请求阅军，危全讽召来十万军邀王景仁观阅，王景仁说：“扬州有士三等，公的军队正是下等，为什么不再增兵十万？”危全讽不能答，也不听，后来果然在次年（909年）兵败被杨隆演吞并。人们都称王景仁知兵。
太祖异礼待王景仁，颁赐很优厚，看着他说：“等我平了代北贼寇，当尽以王师给你向南征讨。”于是仍以为宁国军节度使，加同中书门下平章事荣衔，使其与宰相同班参政奉朝请。忠武军节度使刘知俊叛归岐王李茂贞，王景仁随驾至陕州，帮助西路行营招讨使山南东道节度使杨师厚西入关中，克雍州、华州，降岐将王建、叛将张君练，多参战且有功，太祖嘉奖他。
四年（910年）十一月，太祖以王景仁充北面行营都指挥招讨使，率步骑十万，作势攻北面敌国晋国，实际上秘密要王景仁准备攻打名义上为后梁封臣但忠诚却受到太祖怀疑的武顺军节度使王镕（其领地又叫赵国）和义武军节度使王处直。太祖以潞州副招讨使韩勍为副招讨使，相州刺史李思安为先锋将，进军潞州，又派王景仁等率魏、滑、汴、宋等军屯魏州。梁供奉官杜廷隐、丁延徽诈取深州、冀州后，王景仁受命攻取赵国。但因钦天监仇殷称有月食，天象不利军队深入，太祖召还王景仁，使赵国有时间与晋国和义武军结盟，并得到晋王李存勖援军。十二月得知赵晋联盟后，太祖才命王景仁北上攻赵。王景仁等从河阳渡河，会合魏博节度使罗周翰军，合计四万，再会合阎宝、王彦章所率二千骑，屯于邢州、洺州。太祖又想到仇殷所言，派使者驰告王景仁停驻魏州，王景仁不听，进军柏乡。
晋昭德军使史建瑭与振武节度使周德威先以先锋兵出井陉屯赵州，李存勖亲征，从赞皇县东下。王景仁所领梁军和李存勖所领晋赵联军仅隔一条河，梁军数量占优，也有地利，如周德威所言，晋军的骑兵机动力优势在当地完全不能展现。王景仁赶造浮桥，意在渡河急攻。李存勖意识到后，退到高邑，派骑兵游军断梁军补给道路，不让他们割草喂马，导致梁军马多死。乾化元年（911年）正月，在僵持一月有余后，李存勖派周德威激王景仁、韩勍渡河迎战，周德威与之转战到高邑南，梁军列阵，横亘六七里，而晋军未成列，周德威率骑兵在河上列阵，梁军以五百人争桥，赵军和义武军与其血战，梁军四次败而复整，赵军和义武军支撑不住，晋匡卫都指挥使李建及选卒二百持枪大呼，力战打退梁军。李存勖与监军张承业登高观望，梁军戈矛如束，申令之后动声如雷，而晋军进退有序，步骑严整，寂然无声，就自称必胜。梁龙骧、神威、拱宸等军都是武勇之士，每人的铠仗都耗费数十万，以组绣、金银装饰，令人望而生畏。激战一上午，梁军开始疲惫。王景仁部东阵魏、滑州兵稍有退却，李嗣源对西阵梁军大呼东阵败走了，周德威又对东阵梁军大呼梁军败走，梁军惊怖逃跑，阵型混乱不可复整，于是溃败。李存勖与史建瑭、安金全等夹攻，史建瑭督部落精骑陷阵，夹攻魏、滑军之间，长驱追击，夜间更俘斩数以千计，王景仁、韩勍、李思安在潞州东北面行营招讨使王檀接应下仅率数十骑乘夜逃脱。晋左厢马军都将李嗣恩此战亦有功。梁军龙骧、神捷等精兵被晋赵联军杀得横尸数十里。晋赵联军追杀到柏乡，斩首二万级，获马三千匹，铠甲兵仗七万，辎车锅幕不可胜计，擒梁将陈思权以下二百八十五人。李嗣源追杀到邢州，河朔大震。赵国和义武军从此背梁向晋。梁晋之争数十战，梁军从未有此大败。当日崇政使敬翔对太祖说战事可忧，太祖也为此没有按时吃饭。周德威、史建瑭等略地邢、洺，以此胜檄谕邢、洺、博、卫、滑诸郡县。李存勖亦作《晓谕梁将王檀书》引柏乡之败，意欲招降王檀。梁败军皆归平卢、武宁、泰宁、天平诸道本镇，太祖遣杨师厚于河阳招聚之，十多天后才招到一万人。
因此败，太祖很愤怒，罢王景仁招讨使、同平章事，软禁家中。但终因王景仁是钱镠所推荐，没有重罚，后来又对王景仁说：“我也知道，是韩勍、李思安轻视你为客将，不从你节度。”数月后就全部恢复王景仁官爵。

### 朱瑱年间
太祖子朱瑱继位为帝后，乾化三年（913年）十一月，时杨隆演已称吴王，弘农复称吴国，朱瑱以王景仁为淮南西北行营招讨应接使，率兵万余侵吴国的庐州、寿州，擒吴将袁丛、王彦威、王璠等送京师。梁军过独山，山上有杨行密祠，王景仁再拜号泣而去。十二月，吴镇海节度使徐温、平卢节度使朱瑾率军相抗，相遇于赵步，王景仁先败徐温所领四千人，几乎困杀徐温，但徐温逃脱。吴军重新集结，在霍丘再战，梁军被吴国右都押牙米志诚等大败，王景仁亲自以数骑断后，朱瑾等吴军不敢近逼，故梁军当时未大损。王景仁南下时，在淮河水浅处用木头标记，但霍丘守将朱景却将标记移到深水区，梁军撤退渡河时溺死大半，吴人在霍丘以梁军尸体作京观。王景仁回大梁后，患疽而死。诏赠太尉。

## 评价
- 《旧五代史》史臣曰：……景仁以贞纯许国，较其器业，皆名将也。然虽有善战之劳，亦有败军之咎，则知兵无常胜，岂虚言哉！
- 《十国春秋》论曰：王茂章有专阃才而不竟其用，畏祸出亡，事非得已。